# كارل كولر (طبيب عيون)
كارل كولر (بالألمانية: Carl Koller)‏ هو طبيب عيون نمساوي، ولد في 3 ديسمبر 1857 في سوشيتسا في التشيك، وتوفي في 22 مارس 1944 في نيويورك في الولايات المتحدة.

## وصلات خارجية
- كارل كولر على موقع الموسوعة البريطانية (الإنجليزية)